# It's On (Dr. Dre) 187um Killa
Albums de Eazy-E
5150: Home 4 tha Sick
(1992) Str8 off tha Streetz of Muthaphukkin Compton
(1995)
It's On (Dr. Dre) 187um Killa est un EP d'Eazy-E, sorti le 19 octobre 1993.
Ce deuxième EP est une réponse à l'album The Chronic de Dr. Dre, album qui contenait plusieurs diss song sur Eazy-E dont notamment Fuck wit Dre Day (and Everybody's Celebratin'). 187 est le numéro attribué par la police en cas d'homicide en Californie.
L'EP inclut diverses collaborations, notamment de Gangsta Dresta et B.G. Knocc Out. L'un des morceaux, interprété et produit par Cold 187um, parut également sur l'album Black Mafia Life, avec une chanson d'Above the Law.
Il se vend à 110 600 exemplaires au cours de sa première semaine et a culminé au numéro 5 du Billboard 200 ainsi qu'au numéro 1 du palmarès des meilleurs albums R&B / Hip-Hop. It's On est ainsi l'EP le plus réussit d'Eazy-E. 
En 1994, il est certifié double platine, avec plus de 2 millions d'exemplaires vendus. Il reste le seul EP Hip-Hop Gangsta Rap à devenir multi-platine.

## Liste des titres
| No | Titre | Contient un (des) sample(s) de | Durée |
| -- | --- | --- | ----- |
| 1. | Exxtra Special Thankz (Produit par Rhythm D)                                                                    | | 1:07  |
| 2. | Real Muthaphuckkin G's (featuring Gangsta Dresta et B.G. Knocc Out – Produit par Rhythm D)                      | Eazy-Duz-It d'Eazy-E It's Funky Enough de The D.O.C. | 5:32  |
| 3. | Any Last Werdz (featuring Kokane et Cold 187um – Produit par DJ Yella)                                          | Gigolo du Fatback Band | 5:09  |
| 4. | Still a Nigga (featuring Rhythum D)                                                                             | Take Me Just as I Am de Lyn Collins Sneakin' in the Back de Tom Scott & The L.A. Express | 4:10  |
| 5. | Gimme That Nutt (Produit par DJ Yella)                                                                          | Green Acres de Vic Mizzy, Eddie Albert et Eva Gabor Boyz-N-The-Hood d'Eazy-E Findum, Fuckum & Flee de N.W.A                                                                                            | 2:55  |
| 6. | It's On (Produit par Rhythum D)                                                                                 | Eazy-Duz-It d'Eazy-E Ruthless Villain d'Eazy-E featuring MC Ren Fuck Wit Dre Day (And Everybody's Celebratin') de Dr. Dre featuring Snoop Dogg Nuthin' but a 'G' Thang de Dr. Dre featuring Snoop Dogg | 5:02  |
| 7. | Boyz N tha Hood (G-Mix) (featuring Gangsta Dresta – Produit par DJ Yella)                                       | | 5:37  |
| 8. | Down 2 tha Last Roach (featuring Kokane « Ash Trey » et Eazy-E « Mr. Roach Clip » – Produit par Madness 4 Real) | A Bitch Iz a Bitch de N.W.A Express Yourself de N.W.A | 7:50  |

## Classement dans lescharts
| Année | Chart                  | Position |
| ----- | ---------------------- | -------- |
| 1993  | The Billboard 200      | #5       |
| 1993  | Top R&B/Hip-Hop Albums | #1       |